# Giudice di gara (atletica leggera)
I Giudici di Gara nell'atletica leggera sono le persone che hanno il compito di controllare le manifestazioni di atletica leggera applicando il Regolamento Tecnico Internazionale per le gare di atletica leggera (RTI). In Italia i Giudici sono inquadrati nel Gruppo Giudici Gare (GGG), quale organismo della Federazione Italiana di Atletica Leggera.

## Storia
Sin dai Giochi olimpici antichi, dal 776 a.C. al 393 d.C., i giudici di gara (gli ellanodici) svolgevano un ruolo fondamentale all'interno delle celebrazioni atletiche: tale ruolo era ricoperto da personaggi di grande carisma ed erano famosi per la loro correttezza ed autorevolezza. Spettava a loro controllare il corretto svolgimento delle gare e punire gli atleti che non rispettavano le regole dei Giochi.
A secoli di distanza, nel 1880 in Inghilterra venne fondata la Amateur Athletic Association, il più antico organo nazionale del mondo che disciplina l'atletica leggera, alla quale seguì, otto anni dopo, la statunitense Amateur Athletic Union. Uno dei primi aspetti che queste federazioni dovettero prendere in considerazione, fu la formulazione di norme fisse che potessero consentire un regolare svolgimento delle competizioni. Fu nel 1896 che la figura del giudice di gara di atletica leggera prese forma in occasione dei Giochi olimpici di Atene, la prima edizione dei Giochi olimpici moderni voluti dal barone Pierre de Coubertin.
All'epoca i giudici erano persone appartenenti alla borghesia, a volte anche nobili, facenti parte dell'organizzazione dell'evento sportivo e che avevano il compito di ufficializzare i risultati degli atleti nel rispetto dei regolamenti. Negli anni successivi non furono rari i casi in cui gli atleti, una volta appese le scarpette al chiodo, decidevano di assumere il ruolo di giudice data l'esperienza acquisita negli anni della militanza attiva su pista e pedane.
Dopo i Giochi olimpici di Stoccolma 1912 venne fondata la IAAF (International Amateur Athletic Federation), ora chiamata World Athletics (WA), federazione internazionale di atletica leggera all'interno della quale venne costituita una commissione incaricata di approvare i regolamenti per le competizioni internazionali e di omologare record mondiali e olimpici.
Da allora ogni federazione, a partire dalla stessa WA, fino alle federazioni continentali e nazionali, dispone di un proprio Gruppo Giudici di Gara (GGG). Il GGG della FIDAL venne costituito nel 1936.
Per far sì che una gara venga svolta secondo il regolamento, il numero di giudici presenti può oscillare tra i 20 (per le manifestazioni medio/piccole) e i 300 giudici (per competizioni di livello internazionale quali campionati del mondo o Giochi olimpici). Nelle gare di livello internazionale i giudici di gara hanno la nazionalità del Paese ospitante, con l'aggiunta di giudici convocati dall'estero nel ruolo di membri della giuria d'appello, giudici di marcia, delegati tecnici ed arbitri.
La formazione dei giudici di gara si svolge secondo vari livelli provinciali, regionali, nazionali o internazionali. Un giudice può giudicare tutte le specialità dell'atletica leggera, dalle corse e concorsi delle gare su pista (outdoor e indoor), per passare alle corse campestri, corse in montagna o su strada, per alcuni ruoli specifici sono però previste qualifiche di specializzazione.

## Categorie e specializzazioni

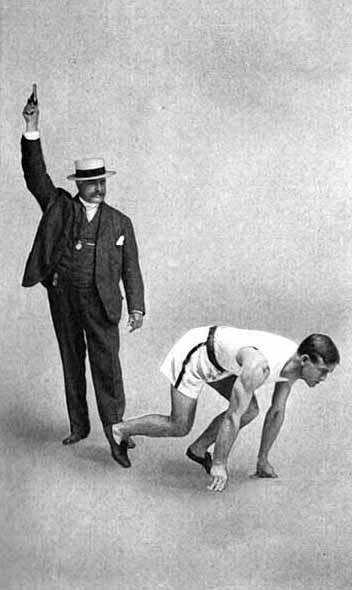
Il giudice di partenza W.H. Lipinger nel 1904

Secondo il Regolamento Tecnico Internazionale per le gare di atletica leggera (RTI), nelle più importanti competizioni del World Renking (tra cui i Giochi olimpici, i campionati mondiali e continentali, i meeting internazionali, eccetera), dovrebbero essere designati di seguenti ufficiali di gara.
- Delegato organizzativo
- Delegato tecnico
- Delegato medico
- Delegato antidoping
- Arbitri World Athletics
- Giudici di marcia World Athletics
- Misuratore di percorso su strada internazionale (per le gare su strada)
- Giudice di partenza World Athletics
- Giudice al fotofinish World Athletics
- Giuria d'appello

A queste figure si aggiungono ulteriori figure:
- Direzione di gara:
  - Direttore di gara
  - Direttore di riunione e suoi assistenti
  - Direttore tecnico e suoi assistenti
  - Direttore per la presentazione della competizione
- Ufficiali di gara:
  - Arbitro/i alla camera d'appello
  - Arbitro/i alle gare di corsa e marcia
  - Arbitro/i per i concorsi
  - Arbitro/i per le prove multiple
  - Arbitro/i alle videoregistrazioni
  - Primo giudice e un adeguato numero di giudici per le corse in pista
  - Primo giudice e un adeguato numero di giudici per ogni concorso
  - Giudice capo, un adeguato numero di assistenti e cinque giudici di marcia per ogni gara di marcia nello stadio
  - Giudice capo, un adeguato numero di assistenti e otto giudici di marcia per ogni gara di marcia su strada
  - Capo servizio per i controlli e un adeguato numero di giudici di controllo
  - Capo cronometrista e un adeguato numero di cronometristi
  - Primo giudice al fotofinish e un numero adeguato di assistenti
  - Primo giudice ai transponder e un numero adeguato di assistenti
  - Coordinatore dei giudici di partenza e un adeguato numero di giudici di partenza e di giudici di partenza per il richiamo
  - Assistenti dei giudici di partenza
  - Capo servizio contagiri e un adeguato numero di giudici addetti al contagiri
  - Segretario della competizione e un adeguato numero di assistenti
  - Direttore del Centro Informazioni Tecniche (TIC) e un adeguato numero di assistenti
  - Responsabile dell'ordine e un adeguato numero di assistenti
  - Anemometristi
  - Primo giudice alle misurazioni (scientifiche) e un adeguato numero di assistenti
  - Primo giudice alla camera d'appello e un adeguato numero di giudici addetti
  - Commissario alla pubblicità
- Ufficiali aggiunti:
  - Annunciatori
  - Statistici
  - Medici
  - Personale addetto agli atleti, ai giudici e ai media.

Le figure sopra elencate sono necessarie per competizioni internazionali di un certo livello; per manifestazioni di livello inferiore e per quelle di carattere nazionale, regionale e provinciale il numero di ufficiali di gara ed i ruoli possono variare notevolmente.

### Delegato organizzativo
Il delegato organizzativo (Organisational Delegates) ha il compito di mantenere i rapporti con gli organizzatori della competizione e collabora con il delegato tecnico.

### Delegato tecnico
Il delegato tecnico (Technical Delegate) deve garantire che tutte le disposizioni tecniche siano conformi alle Regole Tecniche. Deve presentare all'organo competente la proposta di programma orario della manifestazione e i minimi di partecipazione (se previsti), approvare l'elenco degli attrezzi da utilizzare, essere responsabile di tutti i preparativi tecnici necessari per l'effettuazione delle singole gare, controllare le iscrizioni avendo il diritto di respingerle per regioni tecniche o secondo quanto previsto dalle Regole Tecniche, determinare le misure di qualificazione per i concorsi e i principi per la predisposizione dei turni per le corse, assicurare la conformità delle composizioni delle serie, batterie gruppi e sorteggi di tutte le gare e approvare le liste di partenza.
Il delegato tecnico decide inoltre su tutte le questioni che sorgono prima della competizione e che non sono previste dal Regolamento Tecnico Internazionale e sui preparativi per la manifestazione, in collaborazione con gli organizzatori. Decide anche, eventualmente insieme all'arbitro competente e al direttore di gara, su qualsiasi questione che sorga durante la competizione e per la quale non sono previste disposizioni nel Regolamento Tecnico Internazionale.

### Delegato medico
Il delegato medico (Medical Delegates) ha autorità decisionale su tutti gli argomenti di carattere medico, come garantire la disponibilità di adeguate attrezzature per le visite mediche, il trattamento medico e le cure di emergenza nella sede della competizione e nelle zone di allenamento e riscaldamento. Può effettuare visite e fornire certificati medici secondo la RT 4.4 del RTI e ha il potere di ordinare a un atleta di ritirarsi prima della competizione o nel corso di una gara.

### Delegato antidoping
Il delegato antidoping, responsabile di tutti gli aspetti collegati al controllo antidoping, si coordina con gli organizzatori per garantire che siano predisposte tutte le attrezzature necessarie per l'effettuazione dei controlli antidoping.

### Direttore di gara
Il direttore (Competition Director) di gara è responsabile della pianificazione dell'organizzazione della competizione e deve garantire il rispetto del dispositivo tecnico della manifestazione prima e durante la stessa. Dirige l'interazione tra i partecipanti alla competizione e resta in costante contatto con tutti i principali ufficiali di gara.

### Direttore di riunione
Al direttore di riunione (Meeting Manager) spetta la responsabilità di tutto ciò che accade sul campo di gara e del regolare svolgimento della manifestazione. È affidata a lui la verifica della presenza di tutti gli ufficiali di gara e la nomina di eventuali sostituti; può inoltre rimuovere dal servizio qualunque ufficiale di gara che non rispetti le regole. Insieme al responsabile dell'ordine (se presente) assicura che solo le persone autorizzate accedano all'interno del campo di gara.

### Direttore tecnico
Il direttore tecnico (Technical Manager) deve assicurare che la pista, le pedane di rincorsa, le pedane circolari, le zone di caduta dei concorsi e tutte le attrezzature e gli attrezzi e il loro posizionamento siano conformi alle regole; è responsabile del posizionamento e della rimozione delle attrezzature e degli attrezzi secondo il piano tecnico-organizzativo della competizione. A lui spetta anche il controllo e la marcatura degli attrezzi personali degli atleti.

### Direttore per la presentazione della competizione
Il direttore per la presentazione della competizione (Event Presentation Manager) ha il compito di pianificare, in collaborazione con il direttore di gara, tutti i preparativi per la presentazione della competizione ed è responsabile dell'attuazione corretta del piano, risolvendo eventuali problemi insieme al direttore di gara e al delegato interessato.
Deve assicurare che il pubblico sia informato, tramite annunci e altri mezzi tecnologici, in merito alle notizie riguardanti gli atleti in gara: liste di partenza, risultati intermedi e risultati finali. Deve comunicare i risultati di ogni gara appena gli vengono consegnati.

### Arbitri
Gli arbitri (Referees) vengono designati per:
- la camera d'appello;
- le gare di corsa e marcia;
- i concorsi;
- le prove multiple;
- le video registrazioni (quando appropriato).

L'arbitro nominato per sorvegliare le partenze ha la qualifica di arbitro alla partenza. L'arbitro alle videoregistrazioni deve operare da una sala di controllo video e deve essere in comunicazione con gli altri arbitri.
Il compito degli arbitri è garantire il rispetto delle regole e dei regolamenti e decidono, quando necessario insieme ai delegati tecnici, su qualunque reclamo riguardante lo svolgimento della manifestazione e in merito a qualunque problema che sorga durante la competizione (inclusa la zona di riscaldamento, la camera d'appello e, dopo la gara, prima e durante la cerimonia di premiazione).
Gli arbitri alle gare di corsa e marcia determinano l'ordine di arrivo di una gara solo quando i giudici preposti a giudicare uno o più piazzamenti non siano in grado di giungere a una decisione. Non hanno giurisdizione in merito alle questioni di competenza del giudice capo delle gare di marcia.
L'arbitro alle partenze (o, se assente, l'arbitro alle gare di corsa e marcia) decide su ogni fatto relativo alle partenze se non è d'accordo con le decisioni prese dai giudici di partenza.
L'arbitro per le prove multiple ha competenza in merito allo svolgimento delle gare di prove multiple e alla conduzione delle rispettive gare individuali che le compongono (ad eccezione delle questioni relative alla giurisdizione dell'arbitro alle partenze, quando designato e presente).
L'arbitro competente controlla tutti i risultati finali, prende le decisioni relative a eventuali controversie e, insieme al primo giudice addetto alle misurazioni (scientifiche) sovrintende alla misurazione dei primati.
L'arbitro competente può inoltre ammonire o escludere dalla competizione ogni atleta o staffetta e, se durante una qualsiasi gara si verifichino circostanze tali per cui un criterio di giustizia imponga la ripetizione di una gara, ha la facoltà di annullare la gara stessa e di disporne la ripetizione.
In caso di partecipazione di un atleta con disabilità fisica, l'arbitro competente può interpretare o consentire una variazione di qualsiasi regola pertinente (tranne quella relativa all'assistenza non consentita, RT 6.3) per permettere la partecipazione dell'atleta a condizione che all'atleta non vengano forniti vantaggi rispetto a un altro atleta in gara nello stesso evento. Se la decisione è contestata la questione è rimessa alla giuria d'appello.

### Giudici
Il primo giudice alle gare di corsa e marcia e il primo giudice di ciascun concorso devono coordinare l'operato dei giudici nelle loro rispettive gare. Se non è stato fatto in precedenza, assegnano i compiti ai giudici.
Nelle gare di corsa e marcia i giudici devono operare tutti sullo stesso lato della pista o del percorso e decidono l'ordine in cui i concorrenti tagliano il traguardo, demandando la questione all'arbitro solo in caso di disaccordo sulla decisione.
In tutti i concorsi i giudici devono giudicare e registrare e misurare ogni prova valida dei concorrenti. Nel salto in alto e nel salto con l'asta devono effettuare le misurazioni relative al posizionamento dell'asticella. Il giudice incaricato deve segnalare la validità o la nullità di ogni prova alzando, a seconda dei casi, una bandierina bianca o rossa o utilizzando altre indicazioni visive approvate.

### Giudici di controllo per le gare di corsa e marcia
I giudici di controllo assistono l'arbitro, ma non hanno facoltà di prendere decisioni definitive. Ogni giudice di controllo è assegnato dall'arbitro in una posizione tale da consentirgli di seguire le gare e, in caso di scorrettezze o violazioni delle regole (ad eccezione della sospensione e dello sbloccaggio per le gare di marcia) da parte dei concorrenti o di altre persone deve fare rapporto scritto all'arbitro. Per controllare le zone di cambio nelle staffette devono essere designati giudici di controllo in numero sufficiente.

### Coordinatore dei giudici di partenza, giudice di partenza e giudice di partenza per il richiamo
Il coordinatore dei giudici di partenza deve assegnare gli incarichi ai giudici di partenza, informare (in seguito a conferma da parte del direttore di gara) il giudice di partenza che tutto è pronto per iniziare le procedure di partenza e fare da collegamento tra il gruppo di cronometraggio e i giudici di partenza. Raccoglie inoltre tutta la documentazione cartacea raccolta durante le procedure di partenza, compresi, quando rilevati, i tempi di reazione e le immagini relative alle false partenze.
Il giudice di partenza deve, prima di ogni cosa, garantire una partenza giusta ed equa per tutti i concorrenti e ha l'intero controllo degli atleti sui blocchi di partenza. Ha il compito di assegnare una falsa partenza quando un atleta inizia la sua partenza in anticipo rispetto al colpo di pistola. Deve posizionarsi in modo da avere un controllo visivo su tutte le corsie durante le procedure di partenza e fare in modo che i comandi e il colpo di pistola siano udibili da tutti gli atleti.
Al fine di assistere il giudice di partenza devono essere assegnati uno o più giudici di partenza per il richiamo, che devono posizionarsi in modo da poter vedere tutti i concorrenti che gli sono stati assegnati.
Il giudice di partenza e/o i giudici di partenza per il richiamo devono richiamare o interrompere la gara quando viene commessa una qualunque infrazione delle regole. Dopo il richiamo la partenza interrotta, il giudice di partenza per il richiamo deve riportare le proprie osservazioni al giudice di partenza, che deciderà se e a quali atleti assegnare una falsa partenza o la squalifica.
L'ammonizione e la squalifica per falsa partenza possono essere decise esclusivamente dal giudice di partenza.

### Assistenti del giudice di partenza
Gli assistenti del giudice di partenza hanno il compito di controllare che i concorrenti partecipino alla gara a cui sono iscritti e che i loro pettorali siano indossati correttamente. Devono sistemare ogni atleta nella propria corsia o posizione di partenza e segnalare al giudice di partenza il momento in cui gli atleti sono pronti per partire. 
Quando il giudice di partenza ha dato il comando "ai vostri posti", gli assistenti devono garantire che siano rispettate le regole delle partenze relative al posizionamento degli atleti sulla linea di partenza. In caso di falsa partenza spetta gli assistenti mostrare il relativo cartellino di squalifica o ammonizione, come da RT 16.9.
Per le staffette gli assistenti del giudice di partenza sono responsabili della disponibilità dei testimoni per i primi frazionisti.

### Addetti al conteggio dei giri
Gli addetti al conteggio dei giri (Lap Scorers) devono annotare i giri compiuti da ogni atleta nelle gare superiori ai 1500 metri. Per le gare superiori ai 5000 metri e per le gare di marcia deve essere designato un adeguato numero di addetti al conteggio dei giri i quali, sotto la direzione dell'arbitro, devono registrare il tempo dopo ogni giro, comunicato da un cronometrista ufficiale, degli atleti di cui sono responsabili. Al posto di un contagiri manuale può essere utilizzato un sistema computerizzato che registra i passaggi tramite un chip indossato da ogni atleta.
Un addetto al conteggio dei giri è responsabile di azionare, sulla linea di arrivo, un segnalatore dei giri mancanti. L'ultimo giro deve essere segnalato a ogni concorrente tramite il suono di una campana.

### Segretario generale, Centro Informazioni Tecniche – TIC
Il segretario generale ha il compito di raccogliere i risultati completi di ogni gara, forniti dall'arbitro competente, dal capo cronometrista, dal primo giudice al fotofinish o primo giudice ai trasponder e dall'anemometrista. Deve trasmettere immediatamente i risultati all'annunciatore, registrare i risultati e consegnarli al direttore di gara.
Quando in una competizione viene utilizzato un sistema informatizzato per i risultati, il giudice addetto deve accertarsi che per ogni concorso siano registrati i risultati completi. I risultati delle corse vengono registrati sotto la direzione del primo giudice al fotofinish. L'annunciatore avranno così accesso ai risultati via computer.
Un Centro Informazioni Tecniche (TIC) deve essere istituito per le competizioni di alto livello, ma è raccomandato anche per altre competizioni il cui svolgimento ricade su più giorni. Il compito principale del TIC è quello di assicurare un'agevole comunicazione tra le delegazioni, gli organizzatori, i delegati tecnici e la struttura di gestione della competizione in relazione a questioni tecniche e di altro genere relative alla competizione.

### Responsabile dell'ordine
Il responsabile dell'ordine (Marshall) è addetto al controllo della zona di gara e non deve permettere a nessuno, al di fuori degli ufficiali di gara e dei concorrenti o di altre persone autorizzate e accreditate, di accedere e rimanere sul terreno di gara.
È suo compito gestire il controllo degli accessi nello stadio degli atleti, dei giudici di gara, dei volontari addetti al campo, del personale di servizio, della stampa accreditata, dei fotografi e delle troupe televisive. Deve inoltre assicurare che in ogni momento le visuali verso le zone di gara siano più sgombre possibile a beneficio degli spettatori e della televisione.
È responsabile verso il direttore di riunione.

### Anemometrista
L'anemometrista deve rivelare la velocità del vento nella direzione di corsa nelle gare alle quali è stato assegnato e registrare e firmare i dati rilevati per poi comunicarli al segretario generale.
Le gare dove è previsto l'uso dell'anemometro sono, nelle gare all'aperto, le corse fino ai 200 metri e i salti in estensione.
Spetta all'arbitro competente verificare che il posizionamento dell'anemometro avvenga in conformità con le regole.
L'anemometrista non è necessario quando l'anemometro è azionato a distanza e connesso al fotofinish: le sue funzioni potranno essere coperte da un membro della squadra al fotofinish.

### Giudice alle misurazioni (scientifiche)
Quando in una competizione è previsto l'utilizzo della misurazione elettronica o video delle distanze, devono essere designati un primo giudice alle misurazioni (scientifiche) e uno o più assistenti, che devono prendere conoscenza dell'attrezzatura a disposizione.
Prima dell'inizio di ogni gara, il primo giudice alle misurazioni (scientifiche) deve supervisionare la messa in stazione degli strumenti di misurazione ed effettuare una serie di misure di controllo usando un nastro metrico in acciaio calibrato e verificato al fine di confermare la coincidenza dei risultati ottenuti. Tutte le persone coinvolte in questa operazione devono firmare un attestato di conformità da allegare al foglio dei risultati.
Durante la gara mantiene il controllo delle operazioni e riferisce all'arbitro certificando che tutte le misurazioni siano esatte.

### Giudici addetti alla camera d'appello
Il primo giudice alla camera d'appello ha il compito di predisporre e pubblicare, in accordo con il direttore di gara, l'orario della camera d'appello e di controllare il transito tra la zona di riscaldamento e il campo di gara al fine di assicurare che gli atleti siano presenti nella zona di gara all'orario previsto per ciascun evento.
I giudici della camera d'appello hanno il compito di assicurare che gli atleti indossino l'uniforme ufficiale della nazionale o della propria società di appartenenza, che i pettorali siano indossati correttamente, che le scarpe e il numero e le dimensioni dei chiodi siano conformi alle regole. Infine si assicurano che vengano rispettate le regole e i regolamenti relativi alla pubblicità sull'abbigliamento e sulle borse dei concorrenti e che non venga introdotto nel campo di gara materiale non autorizzato.
Tutti i problemi e le questioni sorti in camera d'appello devono essere sottoposti all'arbitro alla camera d'appello.

### Commissario alla pubblicità
Il commissario alla pubblicità, quando nominato, supervisiona e applica le regole e i regolamenti in materia di marketing e pubblicità e risolve, insieme all'arbitro della camera d'appello, tutte le problematiche che dovessero eventualmente presentarsi in merito alla pubblicità della competizione.